# Bittencourt Sampaio
Francisco Leite de Bittencourt Sampaio (Laranjeiras, 1 de fevereiro de 1834 — Rio de Janeiro, 10 de outubro de 1895), foi um advogado, poeta, jornalista, político e espírita brasileiro.
Mais conhecido pelo sobrenome Bittencourt Sampaio, na política foi deputado e presidente da província do Espírito Santo; foi ainda o primeiro diretor da Biblioteca Nacional a ostentar este título.

## Biografia
Era filho do português Francisco Leite de Bittencourt Sampaio - que lhe era homónimo - e de D. Maria de Sant'Ana Leite Sampaio; iniciou o curso jurídico na Faculdade de Direito do Recife, concluindo-o na Faculdade de Direito do Largo de São Francisco, em São Paulo, turma de 1859, havendo ali se destacado pela autoria da letra do Hino Acadêmico desta última instituição, musicada por Carlos Gomes. Compositor e letrista também são autores de um clássico da música popular brasileira, a modinha Quem sabe, para canto e piano, ainda hoje uma das obras brasileiras do século XIX mais executadas.
Homem público de grande projeção ao tempo do Segundo Reinado, foi presidente da então província do Espírito Santo e diretor da Biblioteca Nacional.
Foi membro fundador da Sociedade de Estudos Espíritas Deus, Cristo e Caridade (Rio de Janeiro, 23 de março de 1876), mais tarde denominada Sociedade Acadêmica Deus, Cristo e Caridade (1879).
Desgostoso com a situação na Sociedade Acadêmica Deus, Cristo e Caridade, a 21 de março de 1880 um grupo de dissidentes, entre os quais estavam Bittencourt Sampaio, Antônio Luís Sayão e o médium Frederico Júnior, fundaram o Grupo Espírita Fraternidade, sob a presidência de João Gonçalves do Nascimento, notável médium curador. Ainda neste ano, a 15 de julho, Sayão que tentara, sem êxito, recompor a antiga Sociedade Acadêmica Deus, Cristo e Caridade, fundou, com Frederico Júnior, João Gonçalves do Nascimento, Bittencourt Sampaio e outros, o Grupo dos Humildes, mais conhecido como "Grupo do Sayão" que, numa primeira fase, durante perto de um ano, realizou proveitosas reuniões. Mais tarde o grupo denominou-se "Grupo Ismael" e se integrou na Federação Espírita Brasileira, onde existe até os nossos dias.
Publicou várias obras, dentre elas Jesus perante a Cristandade e De Jesus para a Criança, esta última constituída por poemas de cunho moral.
Destacou-se ainda como médium receitista, ou seja, receitava homeopatia sob inspiração mediúnica. Conforme relatado no Livro Transição Planetária - ditado pelo espírito Manuel Philomeno de Miranda - pela mediunidade de Divaldo Pereira Franco - 2ª edição 2010, editora LEAL - Capítulo 20 - Páginas 209 a 221; o nobre espírito Bittencourt Sampaio é o Embaixador de Ismael ( Guia Espiritual do Brasil).